# Alberto Pariani
Alberto Pariani, född 1876, död 1955, var en italiensk general. Han var åren 1925–1926 operativ chef vid arméns generalstab. Från 1927 till 1933 tjänade han som militärattaché i Albanien. Pariani var år 1943 befälhavare för de italienska styrkorna i Albanien.